# Anthraxové dopisy ve Spojených státech amerických

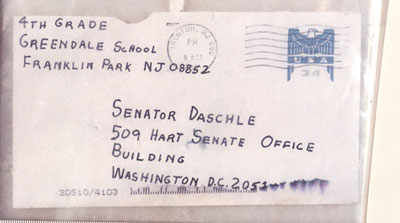
Dopis, obsahující antrax, který byl poslán senátorovi Tomovi Daschleovi

Antraxové útoky (též známé pod názvem Amerithrax) probíhaly ve Spojených státech několik týdnů od 18. září 2001, krátce po velkých teroristických útocích z 11. září. Byla při nich odeslána série dopisů, které obsahovaly smrtelně jedovaté spory anthraxu. Při těchto útocích se antraxem nakazilo celkem 22 lidí, přičemž 5 z nich zemřelo. Po počátečním podezření, že za útokem stáli islámští teroristé, se po letech složitého vyšetřování ukázal jako nejpravděpodobnější pachatel armádní vědec a odborník na biologické zbraně Bruce Edwards Ivins, který nicméně v červenci 2008 spáchal sebevraždu.

## Dopisy

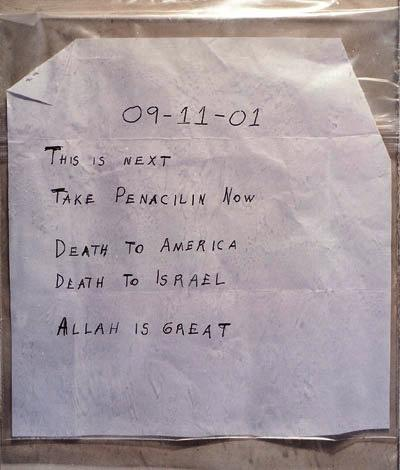
Dopis zaslaný médiím

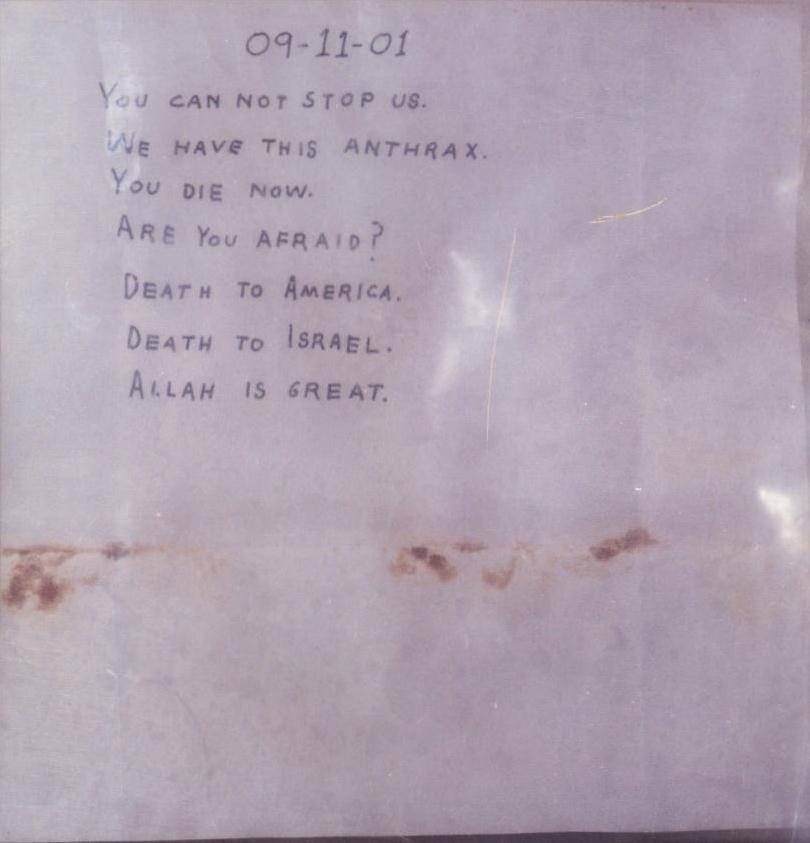
Dopis zaslaný politikům (hnědá místa na dopisu jsou nečistoty a ne bentonit)

Útoky probíhaly ve dvou vlnách. První série dopisů byla rozeslána 18. září 2001. Dle informací byly posílány z Princetonu v New Jersey. Předpokládá se, že bylo odesláno celkem pět dopisů, čtyři z toho do newyorských redakcí ABC News, CBS News, NBC News a New York Postu a jeden do novin National Enquirer v Boca Raton na Floridě. Nalezené však byly pouze dopisy poslané do New York Postu a NBC News, existence zbývajících tří listů se předpokládá kvůli tomu, že v zbývajících jmenovaných médiích došlo také k nakažení zaměstnanců. Další dva dopisy byly poslány z téže pošty 8. října dvěma senátorům za Demokratickou stranu, Tomovi Daschleovi z Jižní Dakoty a Patricku Leahymu z Vermontu. V ulici Princetonu našli spory v poštovních schránkách. Testovalo se kolem 600 schránek, a jenom tato vyšla pozitivní na anthrax. Dopisy byly poslané jak médiím, tak daným osobám.
Druhý dopis, zaslán politikům, obsahoval bílý prášek, tedy spory anthraxu, které pocházely z americké výroby. První dopis, který byl zaslán médiím, obsahoval taktéž prášek, obsahující anthrax, ale i bentonit, ten většinou používá Irák a využívá se pro to anthrax, který útočí na kůži, nikoliv na plíce. Proto začali vznikat teorie o zapojení jak teroristické organizace, tak i špičkového vědce.

## Ztráty na životech
První obětí nákazy antraxem se stal 6. října novinář Robert Stevens, dalšími byli dva poštovní zaměstnanci Thomas Morris Jr. a Joseph Curseen, zbylé dvě oběti se nakazily nezjištěným způsobem, šlo o 94letou Ottilii Lundgrenovou a vietnamskou imigrantku Kathy Nguyenovou z New Yorku. Celkem se nakazilo dalších 17 lidí, z nich 6 bylo ve vážném ohrožení života, ze kterého se nakonec úspěšně dostali.

## Vyšetřování

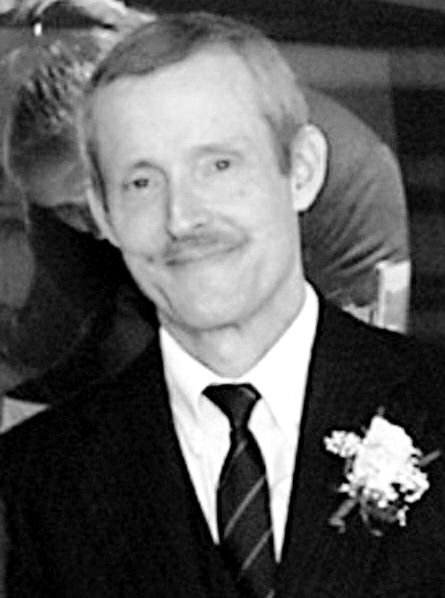
Fotografie Bruce Edwardse Ivinse z roku 2003

Dopisy obsahovaly stručné texty s jemnými spisovnými chybami a s protiamerickými hláškami a prohlášením „Allāhu Akbar“ (Bůh je velký). První typ dopisů neobsahoval také tečky, druhý však ano, proto se zpočátku předpokládalo, že útoky jsou další vlnou islámského terorismu následující po útocích z 11. září. Jak však ukázalo vyšetřování v následujících měsících, spory toxického antraxu obsažené v dopisech v práškové krystalické formě bylo možné získat jen z amerických armádních laboratoří. Prvním obviněním v této kauze byl odborník na biologické zbraně doktor Steven Hatfill, který byl však později z těchto obvinění plně očištěn. V roce 2005 se vyšetřování zaměřilo na dalšího armádního odborníka, dr. Bruce Edwardse Ivinse, který pracoval pro vládní biochemickou laboratoř na vojenské základně Fort Detrick v Marylandu. Po tom, co se tuto zprávu dozvěděl, spáchal Irvins 27. července 2008 sebevraždu předávkováním paracetamolem, krátce nato byl navzdory chybějícím přímým důkazům 6. srpna federálním prokurátorem označen jako jediný pachatel útoků z roku 2001. FBI vyšetřování formálně ukončila 19. února 2010 a definitivně v něm označila Irvinse za nejpravděpodobnějšího pachatele.
V únoru 2011 publikovali vědci z americké Národní akademie věd zprávu, ve které podrobily důkladné analýze důkazy předložené FBI. Výsledkem zprávy bylo vážné zpochybnění závěrů FBI, podle kterých se vůbec nepodařilo jednoznačně prokázat, že Irvins byl pachatelem útoků.
Tyto a mnohé další nejasnosti v případě včetně chybějícího Irvinsova motivu se staly zdrojem mnoha konspiračních teorií, které obviňují vládní instituce ze spiknutí a podílení se na spáchání antraxových útoků z roku 2001.

## Motiv útoků
Oficiální motiv není znám, avšak podle FBI je možná motivace pozastavení výzkumu a distribuce vakcín proti antraxu. Program očkování proti antraxu, kterému se Dr. Ivins zasvětil celou svou více než 20letou kariéru, selhal. Po útocích se však jeho program náhle obnovil. „Možným motivem byla jeho obava z konce očkovacího programu a jedna teorie je, že zahájením těchto útoků vytvoří situaci, scénář, kde si lidé najednou uvědomí potřebu mít tuto vakcínu.“